# Língua iacuta
O iacuto, sakha ou Yakut é uma língua turcomana com cerca de 460 mil falantes. É falada na Iacútia (ou República Sakha), Sibéria, Rússia pelos iacutos.

## Classificação
A língua iacuta é uma das línguas túrquicas siberianas, que também incluem o shor, o tuvan e o dolgan - todas integrantes de um subgrupo das línguas turcomanas, tradicionalmente considerado como pertencente à família das Línguas altaicas. 
Assim com o finlandês, o húngaro e o turco, o iacuto apresenta harmonia vocálica; é uma língua aglutinante e não tem gênero gramatical. A ordem dos termos da oração é Sujeito-Objeto-Verbo.

## Geografia
O iacuto é falado principalmente na Iacútia mas também por iacutos étnicos que vivem no Krai de Khabarovsk e em outras partes da Rússia e Turquia. A língua dolgan, bem próxima ao iacuto (sendo considerada por alguns linguistas como um dialeto iacuto), é falada por dolgans étnicos do Krai de Krasnoiarsk. Na Iacútia, os dolgans, evenkis e yukaghires falam preferencialmente o iacuto. Cerca de 8% das pessoas de outras etnias que viviam na Iacútia em 2002 (Censo Russo) declararam falar o iacuto. 

## Fonologia
Uma importante característica do iacuto é a Harmonia vocálica. Como exemplo, temos que, se a primeira vogal de uma palavra iacuta é uma frontal, a segunda e as demais vogais da palavra são normalmente a mesma vogal ou, ao menos, outra vogal frontal: кэлин (kelin) "atrás, posterior": э (e) é uma frontal aberta não arredondada, и (i) é frontal fechada não arredondada.

### Consoantes
|             | Bilabial | Bilabial | Dental | Dental | Alveolar | Alveolar | Palatal | Palatal | Velar | Velar | Glottal | Glottal |
| ----------- | -------- | -------- | ------ | ------ | -------- | -------- | ------- | ------- | ----- | ----- | ------- | ------- |
| Nasal       | m        | m        | n      | n      |          |          | ɲ       | ɲ       | ŋ     | ŋ     |         |         |
| Plosiva     | p        | b        | t      | d      |          |          | c       | ɟ       | k     | ɡ     |         |         |
| Fricativa   |          |          |        |        | s        |          |         |         | x     | ɣ     | h       |         |
| Aproximante |          |          |        |        | l        | l        | j, ȷ̃    | j, ȷ̃    |       |       |         |         |
| Tap/flap    |          |          |        |        | ɾ        | ɾ        |         |         |       |       |         |         |

### Vogais
|         |                 | Curta   | Curta  | Longa | Longa | Ditongo |
| ------- | --------------- | ------- | ------ | ----- | ----- | ------- |
| Fechada | Aberta          | Fechada | Aberta |       |       | Ditongo |
| Frontal | Não arredondada | i       | e      | iː    | eː    | ie      |
| Frontal | Arredondada     | y       | ø      | yː    | øː    | yø      |
| Back    | Não arredondada | ɯ       | a      | ɯː    | aː    | ɯa      |
| Back    | Arredondada     | u       | o      | uː    | oː    | uo      |

## Alfabeto
O iacuto usa o alfabeto cirílico, estabelecido em 1939 pela União Soviética, com as mesmas letras da língua russa e cinco letras adicionais: Ҕҕ, Ҥҥ, Өө, Һһ, Үү.
Сахалыы сурук-бичигэ
| Cirílico | Nome                | IPA     |                                                        |
| -------- | ------------------- | ------- | ------------------------------------------------------ |
| А а      |                     | /a/     |                                                        |
| Б б      | бэ                  | /b/     |                                                        |
| В в      | вэ                  | /v/     | somente nas palavras de origem Russa.                  |
| Г г      | гэ                  | /g/     |                                                        |
| Ҕ ҕ      |                     | /ɣ, ʁ/  |                                                        |
| Д д      | дэ                  | /d/     |                                                        |
| Дь дь    |                     | /ɟ/     |                                                        |
| Е е      |                     | /e, je/ | somente nas palavras de origem Russa.                  |
| Ё ё      |                     | /jo/    | somente nas palavras de origem Russa.                  |
| Ж ж      | жэ                  | /ʒ/     | somente nas palavras de origem Russa.                  |
| З з      | зэ                  | /z/     | somente nas palavras de origem Russa.                  |
| И и      |                     | /i/     |                                                        |
| Й й      | йот                 | /j, ȷ̃/  | Nasalização de Semivogal - não indicada na ortografia. |
| К к      | ка                  | /k, q/  |                                                        |
| Л л      | эль                 | /l/     |                                                        |
| М м      | эм                  | /m/     |                                                        |
| Н н      | эн                  | /n/     |                                                        |
| Ҥ ҥ      |                     | /ŋ/     |                                                        |
| Нь нь    |                     | /ɲ/     |                                                        |
| О о      |                     | /o/     |                                                        |
| Ө ө      |                     | /ø/     |                                                        |
| П п      | пэ                  | /p/     |                                                        |
| Р р      | эр                  | /ɾ/     |                                                        |
| С с      | эс                  | /s/     |                                                        |
| Һ һ      | ha                  | /h/     |                                                        |
| Т т      | тэ                  | /t/     |                                                        |
| У у      |                     | /u/     |                                                        |
| Ү ү      |                     | /y/     |                                                        |
| Ф ф      | эф                  | /f/     | somente nas palavras de origem Russa.                  |
| Х х      | ха                  | /x/     |                                                        |
| Ц ц      | це                  | /ts/    | somente nas palavras de origem Russa.                  |
| Ч ч      | че                  | /tʃ/    |                                                        |
| Ш ш      | ша                  | /ʃ/     | somente nas palavras de origem Russa.                  |
| Щ щ      | ща                  | /ɕː/    | somente nas palavras de origem Russa.                  |
| Ъ ъ      | кытаатыннарар бэлиэ | /◌./    | somente nas palavras de origem Russa.                  |
| Ы ы      |                     | /ɯ/     |                                                        |
| Ь ь      | сымнатыы бэлиэтэ    | /◌ʲ/    | somente nas palavras de origem Russa.                  |
| Э э      |                     | /e/     |                                                        |
| Ю ю      |                     | /ju/    | somente nas palavras de origem Russa.                  |
| Я я      |                     | /ja/    | somente nas palavras de origem Russa.                  |

## Gramática

### Sintaxe
A estrutura básica da frase obedece à ordem Sujeito-Objeto-Verbo. Ou Sujeito-Advérbio-Objeto-Verbo; nos detalhes, a sequência será: Quem possui-O que é possuído; Substantivo-adjetivo.

### Substantivos
Os substantivos têm forma singular e plural. O plural é formado pelo sufixo /-lar/, que pode ter as formas [-лар (-lar)], [-лэр (-ler)], [-лөр (-lör)], [-лор (-lor)], [-тар (-tar)], [-тэр (-ter)], [-төр (-tör)], [-тор (-tor)], [-дар (-dar)], [-дэр (-der)], [-дөр (-dör)], [-дор (-dor)], [-нар (-nar)], [-нэр (-ner)], [-нөр (-nör)], or [-нор (-nor)], dependendo da consoante que precede esse sufixo. O uso do plural é exclusivo quando se refere a uma quantidades de "coisas" coletivamente, não especificando quantidade. Não há gênero gramatical, mas os pronomes distinguem entre humano e não humano na terceira pessoa, usam-se aí, para humanos кини (kini), para não humanos ол (ol). 

### Pronomes
Os pronomes pessoas da língua iacuta distinguem 1ª, 2ª e 3ª pessoas, plural e singular.
|     | Singular    | Plural            |
| --- | ----------- | ----------------- |
| 1st | мин (min)   | биһиги (bihigi)   |
| 2nd | эн (en)     | эһиги (ehigi)     |
| 3rd | кини (kini) | кинилэр (kiniler) |

### Perguntas
Nas perguntas em iacuto não há alteração na ordem das palavras. As palavras interrogativas são: туох (tuox) "que, o que", ким (kim) "quem", хайдах (xaydax) "como", хас (xas) "quantos", ханна (xanna) "onde", ханнык (xannık) "qual".

## Literatura
O primeiro documento impresso em iacuto foi apresentado num livro de Nicolaas Witsen publicado em 1692, em Amsterdam.
Em 2005, Marianne Beerle-Moor, diretora do Instituto para Tradução da Bíblia da Rússia, foi condecorada pela tradução do Novo Testamento para a língua iacuta.

### Em língua iacuta
- Sakha Open World - Орто Дойду - A platform to promote the Yakut Language on the web; News, Lyrics, Music, Fonts, Forum, VideoNews (in Yakut, Unicode)
- Baayaga village website - news and stories about and by the people of Baayaga (in Yakut)
- Kyym.ru - site of Yakut newspaper